# 한국문화영상고등학교
한국문화영상고등학교(韓國文化映像高等學校)는 대한민국 경기도 동두천시 생연동에 위치한 사립 고등학교이다. 

## 학교 연혁
- 1959년 12월 9일 : 학교법인 청룡학회 설립인가
- 1962년 1월 30일 : 홍정희 이사장 취임
- 1969년 11월 17일 : 동두천 여자 원예 고등학교 설립인가(3학급)
- 1970년 3월 2일 : 초대 장봉상 교장 취임
- 1971년 12월 21일 : 동두천 여자 종합 고등학교로 교명 변경
- 1973년 1월 19일 : 제1회 졸업식 거행(61명)
- 1973년 9월 1일 : 동두천 여자 상업 고등학교로 교명 변경
- 1986년 10월 12일 : 학급 증설인가(24학급)
- 1996년 3월 8일 : 청룡학원으로 법인명 개명
- 2000년 8월 9일 : 동두천정보산업고등학교로 교명 변경
- 2007년 9월 12일 : 특성화 고등학교 지정(영상디자인과 4학급)
- 2008년 9월 20일 : 한국문화영상고등학교 교명 승인
- 2009년 3월 2일 : 한국문화영상고등학교로 교명 변경
- 2013년 7월 8일 : 영상비즈니스과(4학급), 금융비즈니스과(3학급), 관광비즈니스과(1학급) 학과 개편 인가
- 2015년 2월 11일 : 제43회 졸업식 211명(총 12,358명 졸업)
- 2022년 9월 1일 : 제8대 강성민 교장 취임
- 2024년 1월 5일 : 제52회 졸업식 124명

## 설치 학과
- 영상비즈니스과
- 관광비즈니스과
- 영상콘텐츠과
- 관광서비스과
- 스마트경영과
- 금융비즈니스과
- 디자인콘텐츠과

## 참고 자료
- 한국문화영상고등학교 - 한국교육학술정보원 학교알리미